# Polystachya mauritiana
Polystachya mauritiana là một loài thực vật có hoa trong họ Lan. Loài này được Spreng. miêu tả khoa học đầu tiên năm 1826.